# Hervé Vilard
Hervé Vilard (Parijs, 24 juli 1946) is een Franse chansonnier, die tijdens de jaren 1960 bekend werd door het in 1965 gepubliceerde lied Capri, c'est fini. Zijn lange nationale en internationale muzikale carrière als componist, zanger en toneelspeler omspant vier decennia. In 1992 ontving hij, als erkenning voor zijn bijdragen aan de Franse cultuur, de Ordre national du Mérite tijdens een ceremonie in het Parijse Théâtre des Variétés, georganiseerd door Jean-Paul Belmondo.

## Biografie
René Vilard werd op 24 juli 1946 geboren in een taxi die zijn moeder Blanche naar het Saint-Antoine-ziekenhuis in Parijs bracht om te bevallen. Hij heeft zijn vader nooit ontmoet, die kort na de geboorte van zijn zoon het huis verliet. Zijn moeder verloor uiteindelijk de voogdij over haar kinderen en de jonge René werd naar een weeshuis in Parijs gestuurd. Later werd hij overgebracht naar de regio Berry in Frankrijk, waar hij in bewaring werd gegeven bij verschillende pleeggezinnen. De jonge René werd in die periode van zijn leven een wegloper. Uiteindelijk werd hij verplaatst naar de regio Cher in Frankrijk, waar hij de priester pater Angrand ontmoette, die zijn mentor werd en hem literatuur en muziek leerde. In 1991 kocht Vilard het klooster van La Celette, waar hij pater Angrand ontmoette en waarvan hij zijn thuis maakte.

### Succes in Parijs
Uiteindelijk verliet de jonge René La Celette voor Parijs, waar hij Daniel Cordier ontmoette, een voormalig lid van het Franse verzet en de kunsthandelaar die hem later in 1962 adopteerde. Dit stelde tiener Vilard in staat om zichzelf eindelijk uit het staatskinderzorgsysteem te verwijderen. Hij begon te werken op verschillende plaatsen in Parijs, waaronder een platenwinkel op de Champs-Élysées. René wilde zijn muzikale talenten verder ontwikkelen en ging zanglessen volgen. Gedurende deze tijd werd hij ontdekt door een kaderlid die voor Mercury Records werkte. De ontmoeting met de directeur van Mercury Records leidde tot een snelle stijging van zijn muzikale carrière. Zijn eerste single Capri c'est fini werd in juni 1965 uitgebracht onder het Mercury-label en werd meteen een hit, zowel in Frankrijk als in het buitenland. Er werden 3,3 miljoen exemplaren verkocht en Hervé Vilard werd in één klap een begrip. Capri c'est fini werd samen geschreven met Marcel Hurten.
Na het succes van Capri c'est fini bood het Franse nieuwsmagazine France Dimanche de zanger een deal aan waarbij het tijdschrift hem zou helpen zijn moeder te vinden. In ruil daarvoor gaf Hervé Vilard het tijdschrift de exclusieve rechten op de interviews en de berichtgeving in de pers die zouden volgen op een succesvolle reünie. Nadat Vilard het aanbod had geaccepteerd, lanceerde France Dimanche een publiciteitscampagne die er uiteindelijk toe leidde dat Vilard herenigd werd met zijn moeder. Tegelijkertijd nam de omzet van France Dimanche fors toe. Zijn moeder overleed in 1981.
Voortbouwend op het succes van Capri c'est fini bracht Vilard nog de twee hits Mourir ou vivre en Fais-la rire uit, die hem tot een succesvol artiest maakten. In 1966 werd hij het voorprogramma van Claude François, met wie hij later op een Europese en wereldtournee ging. Na enige tijd ontstonden er meningsverschillen tussen Vilard en François en eindigde hun samenwerking.

### Internationaal succes
Van 1967 tot 1969 begon hij aan een tournee door Zuid-Amerika, waar hij succes had. Hij ging tussen 1969 en 1970 terug naar Frankrijk en vertrok vervolgens weer om zich in Buenos Aires te vestigen. Hij had veel succes in Latijns-Amerika, waaronder Mexico, waar hij een contract had. Buiten Latijns-Amerika worden zijn platen hits in Korea, Turkije en Japan. Hij speelde in 1966 ook voor uitverkochte concerten in het Palais de Sport in Oran, Algerije.

### Frankrijk
In 1978 werd zijn single Nous een hit in Frankrijk, met een verkoop van 2 miljoen platen. Op 31 december 1979 verscheen hij voor het eerst in L'Olympia, waar hij schitterde in een variétéshow die zeer succesvol werd. In de zomer van 1980 werden van zijn hitsingle Reviens 1 miljoen exemplaren verkocht. Tijdens deze periode combineerde hij zijn studiowerk met tournees door Frankrijk en in 1984, 1985 en 1987 produceerde hij de hitalbums Ensemble, Les Chansons que j'aime en P'tit brun, waarmee hij een reeks hits uit de jaren 1980 uitbracht. Zijn tournees omvatten ook optredens voor het goede doel en optredens in weeshuizen.
Begin jaren 1990 produceerde Vilard L'Amour défendu en verscheen ook weer in de L'Olympia. In 1992 ontving hij de Ordre national du Mérite tijdens een speciale ceremonie in het Parijse Théâtre des Variétés, georganiseerd door Jean-Paul Belmondo.
In 2004 eerde de regio Berry Villard door officieel een gebouw voor podiumkunsten naar hem te vernoemen. In hetzelfde jaar markeerde zijn verzamel-cd Cri du coeur, met teksten uit het werk van Marguerite Duras, Aragon, Brecht, Pablo Neruda en andere schrijvers en dichters, een afwijking van zijn gebruikelijke amusementsgerichte stijl en bezorgde hem brede erkenning onder de Franse literatoren.
Hij verklaarde datzelfde jaar in het tijdschrift Paris Match dat hij merkte dat de voormalige nazi-officier Klaus Barbie een van zijn concerten in Bolivia had bijgewoond, wat hem hielp om hem te laten arresteren om hem voor een proces naar Frankrijk te laten deporteren.
In 2006 schreef hij de autobiografie L'âme seule, een jaar later gevolgd door Le Bal des papillons, waarin hij in beide boeken zijn ervaringen beschrijft van zijn bescheiden afkomst tot het sterrendom en de relatie die hij ontwikkelde met zijn moeder nadat hij haar had terug gevonden.

## Privéleven
In 1967 was Vilard ook de eerste bekende Franse zanger die uit de kast kwam als homo en dat op de radio deed. Hij werd opgenomen in het ziekenhuis vanwege een cholesteatoom van het middenoor.

## Discografie

### Singles
- 1965: Capri, c'est fini / Un monde fait pour nous (Il Mondo)
- 1965: Capri, c'est fini (Dt. orig. Version) / J'ai envie - de vivre avec toi
- 1966: Mourir ou vivre / Ne te marie pas Sophie
- 1968: L'avion de nulle part / Comme si c'était noël (Pentecost Hotel)
- 1969: Sayonara (Dt. orig. Version) / Hier war ich zu haus (El amor esta en cada habitacion)
- 1969: Chante avec moi / De reves en chateaux
- 1971: Am Morgen bist du schön (Les anges du matin ) / Komm (Asi te quiero)
- 1979: Nous (Donna donna mia) / L'amour au hasard
- 1979: Nein (Nous) / Quand la foule est partie
- 1980: Reviens (Il cielo è sempre un po' più blu) / Dans le cœur des hommes
- 1980: Komm doch (Reviens) / Mal tanzen gehen (Solamente Noï)

- Bibliothèque nationale de France: cb13900852k (data)
- Gemeinsame Normdatei: 132720698
- International Standard Name Identifier: 0000 0000 5514 9225
- Library of Congress Control Number: n2006055591
- MusicBrainz: c790ba4b-31ef-4669-a367-ba8794697e12
- Nederlandse Thesaurus van Auteursnamen: 101354436
- SNAC: w6hd8443
- Système universitaire de documentation: 106923145
- Virtual International Authority File: 66653326
- WorldCat: E39PBJrWxCGkRp4jcCyMc8DyVC